# Batalla de Jericó
La Batalla de Jericó, como se describe en el bíblico Libro de Josué, fue la primera batalla que libraron los israelitas en el curso de la Conquista de Canaán. Según Josué 6:1–27, los muros de Jericó cayeron después de que los israelitas marcharon alrededor de los muros de la ciudad una vez al día durante seis días, siete veces el séptimo día y luego tocaron sus cuernos. Las excavaciones en Tell es-Sultan, la Jericó bíblica, han hallado evidencias de la existencia de una ciudad en el momento relevante (finales de la Edad del Bronce), aunque existe un consenso en que la narrativa bíblica tiene su origen en la propaganda nacionalista de los reyes de Judá mucho más tarde y sus reclamos sobre el territorio del Reino de Israel.

## Relato bíblico
Según el Libro de Josué, cuando los israelitas encamparon en Shittim opuesto a Jericó, a punto para cruzar el río, Josué, como preparación final, envió fuera dos espías a Jericó. Los espías se quedaron en la casa de Raab, una prostituta local. El rey de Jericó envió soldados quienes pidieron a Raab echar fuera a los espías. En cambio, los escondió debajo de fardos de lino en el techo. Después de huir, los espías prometieron perdonar a Raab y su familia después de tomar la ciudad, si marcaba su casa colgando un cordón rojo en la ventana.
Después de que los israelitas cruzaran el Jordán, el rey de Jericó ordenó que se cerraran las puertas de las murallas. Dios ordenó a Josué que rodeara las murallas de Jericó durante seis días, una vez al día, y el séptimo día siete veces. Dios ordenó que la ciudad fuera atacada por siete sacerdotes que soplaban cuernos, con el Arca del Pacto delante de ellos y todo el pueblo detrás del Arca de la Alianza. Durante los primeros seis días rodearon una vez al día la muralla de Jericó, y luego, el séptimo día, rodearon la ciudad siete veces. Después de que el sonido del shofar sonó un gran golpe, los israelitas gritaron y las murallas de la ciudad cayeron debajo de ellos.
Siguiendo la ley de Dios, los israelitas mataron a todos los hombres y mujeres de todas las edades, así como a los bueyes, ovejas y burros. Solo Raab, sus padres, hermanos y todos "los que pertenecían a ella" se salvaron. Se incorporaron a Israel. Josué entonces maldijo a cualquiera que reconstruyera los cimientos y las puertas, con la muerte de su primogénito y el niño más joven respectivamente. Esto fue finalmente cumplido por Hiel el Betelita bajo el reinado del rey Acab.

## Orígenes e historicidad

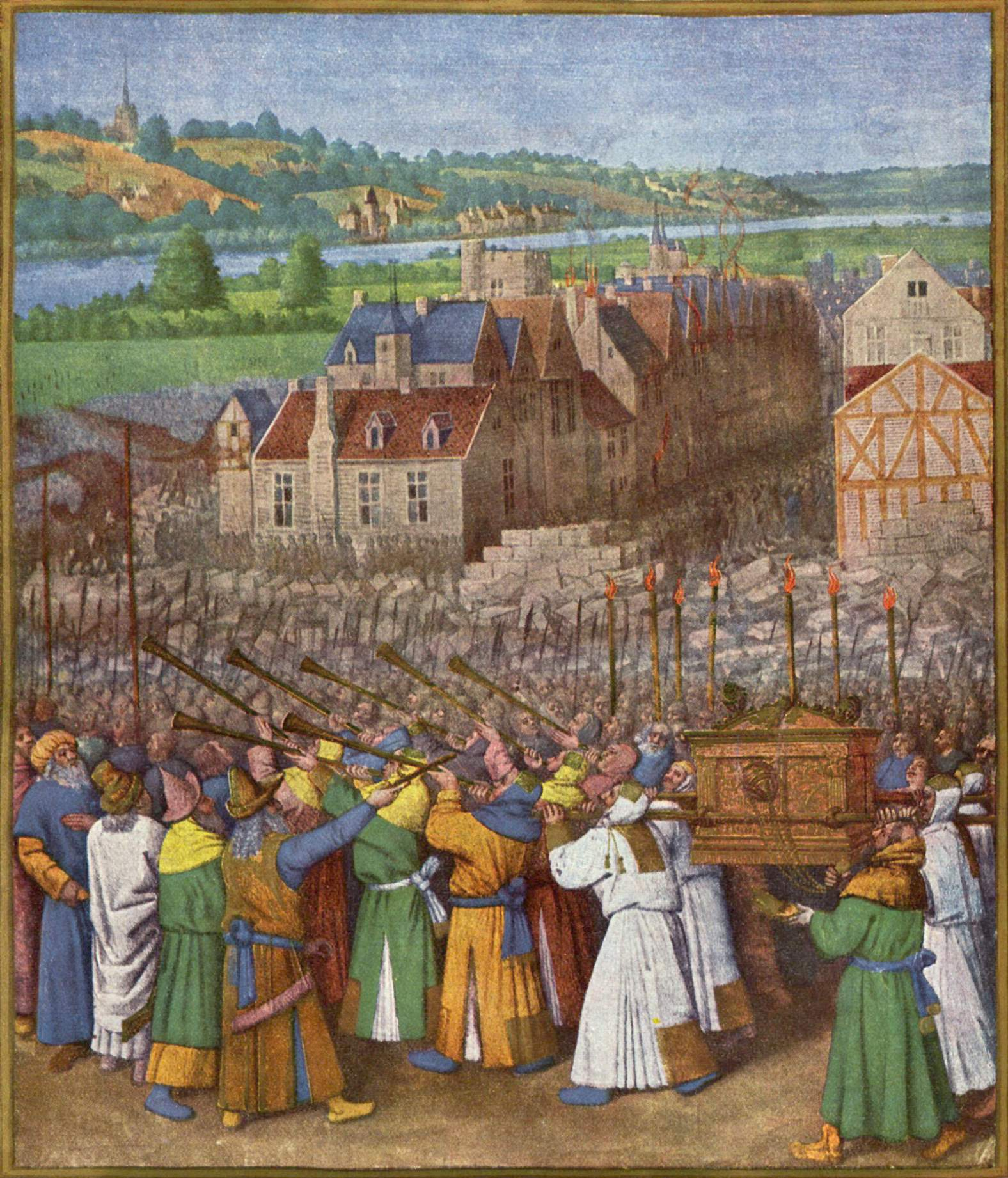
Representación de la batalla por Jean Fouquet (c. 1415–1420)

### Excavaciones en Tell es-Sultan
En 1868, Charles Warren identificó a Tell es-Sultan como el sitio de la Jericó bíblica. Ernst Sellin y Carl Watzinger excavaron el sitio entre 1907–1909 y en 1911, encontrando los restos de dos paredes que inicialmente sugirieron apoyaban el relato bíblico de la Batalla de Jericó. Posteriormente revisaron esta conclusión y dataron sus hallazgos a la Edad del Bronce Medio (1950-1550 a. C.). En 1930–1936, John Garstang llevó a cabo excavaciones allí y descubrió los restos de una red de paredes colapsadas que fechó alrededor de 1400 a. C. Kathleen Kenyon re-excavó el sitio durante 1952–1958 y demostró que la destrucción ocurrió en un momento anterior, durante una campaña egipcia bien atestiguada contra los hicsos de ese período, y que Jericó estuvo desierta durante todo el siglo XIII a. C., el supuesto tiempo de la batalla de Josué. Las fuentes difieren en cuanto a la fecha en que propuso Kenyon; o c. 1500 a. C. o c. 1580 a. C. El trabajo de Kenyon fue corroborado en 1995 por pruebas de radiocarbono que databan el nivel de destrucción hasta finales del siglo XVII o XVI a. C. Un pequeño asentamiento sin murallas fue reconstruido en el siglo XV a. C., pero ha habido acuerdo en que el lugar estuvo desocupado desde finales del siglo XV hasta el siglo X a. C.
Más recientemente, Lorenzo Nigro de la Expedición Ítalo-Palestina a Tell es-Sultán ha argumentado que hubo un asentamiento en el sitio durante los siglos XIV y XIII a. C. Él afirma que la expedición ha detectado capas del Bronce tardío II en varias partes del tell, aunque sus capas superiores fueron muy cortadas por operaciones de nivelación durante la Edad de Hierro, lo que explica la escasez de materiales del siglo XIII. Nigro dice que la idea de que el relato bíblico debería tener una correspondencia arqueológica literal es errónea, y "cualquier intento de identificar seriamente algo en el terreno con personajes bíblicos y sus actos" es arriesgado.
En 2023, Nigro confirmó que Jericó estuvo habitada durante la Edad del Bronce Tardío (1400-1200 a. C.) como un "importante centro político". Durante este período, la muralla anterior de la ciudad del Bronce Medio fue renovada agregando un muro de adobe en la parte superior de su cresta emergente. La ciudad también tenía una estructura conocida como el "Edificio Medio" que aparentemente sirvió como residencia de sus gobernantes locales, entonces vasallos del imperio egipcio. También parece haber evidencia de que el Edificio Medio finalmente fue destruido y solo se reutilizó más tarde en la Edad del Hierro temprana.

### Historicidad
Muchos eruditos han estado de acuerdo en que el Libro de Josué tiene poco valor histórico. Según ellos, su origen se encuentra en un tiempo muy lejano a los tiempos que describe, y su intención es principalmente teológica al detallar cómo Israel y sus líderes son juzgados por su obediencia a las enseñanzas y leyes (el pacto) establecidas en el Libro de Deuteronomio. La historia de Jericó y el resto de la conquista representa la propaganda nacionalista del Reino de Judá y sus reclamos sobre el territorio del Reino de Israel después del 722 a. C. y que esos capítulos se incorporaron más tarde a una forma temprana de Josué probablemente escrita a finales del reinado del rey Josías (reinó entre 640 y 609 a. C.), y el libro se revisó y completó después de la caída de Jerusalén ante los babilonios en 586 a. C., y posiblemente después del regreso del exilio babilónico en el 538 a. C.
No obstante, varios eruditos sostienen que el relato bíblico es histórico y que la conquista de Jericó pudo haber acaecido hacia el siglo XIII a. C. Esta posición parece ser progresivamente más respaldada por los recientes hallazgos arqueológicos en Tell es-Sultan. Dado que existen cerámicas del período de la Edad de Bronce Tardío IIB en Jericó, tuvo que haber una ocupación prolongada durante dicho periodo, lo que implica que Jericó fue destruida en la segunda mitad del siglo XIII a. C. Otro dato claro es que la ciudad de Jericó de la Edad del Bronce Tardío fue destruida antes de la Edad del Hierro. Sobre el incendio, también parece ser histórico, lo descubrió Garstang. La destrucción de Garstang se encontró por encima de la cerámica micénica (aproximadamente 1300-1200 a. C.). Eso significa que la capa es también de la Edad de Bronce Tardío IIB (Garstang, 1948, p. 127).